# Jafar Hilali
Jafar Hilali, né le 24 février 1977 à Rochefort (Charente-Maritime), est un homme d'affaires français.

## Biographie

### Formation et entrepreneuriat
Jafar Hilali devient en février 2006 administrateur de Carousel Finance, société fondée trois mois plus tôt par Yvan Faoro, un Suisse « soupçonné d'avoir pillé plusieurs entreprises de travaux publics » à La Réunion à la fin des années 1990. En 2007, Carousel Finance participe à la mise en place d'un fonds de développement des PME au Cameroun, par l'intermédiaire de Thierry Lefébure, un lobbyiste proche des réseaux balladuriens, et Ricaldo Zavala, un trader un temps soupçonné de délit d'initié dans l'affaire Pechiney Triangle. Ce fonds sera finalement un échec.
En mars 2014, Hilali fonde Fightor, une organisation d'arts martiaux mixtes, en collaboration avec Makhtar Gueye[réf. souhaitée].

### Parcours au Racing Club Strasbourg

#### Hilali actionnaire
Le 4 décembre 2009,  Philippe Ginestet, actionnaire majoritaire du Racing Club de Strasbourg, club de football alsacien, annonce la vente de ses parts à une société anglaise FC Football Capital LtD. En conférence de presse, le nouveau président du club Julien Fournier déclare que les deux nouveaux actionnaires du club sont un Estonien, Roman Loban et un certain « Monsieur Jafar ». Deux jours plus tard, Jafar Hilali contacte la presse et affirme qu'il n'est que le représentant d'un autre français, Alain Fontenla. Fontenla devient de fait le principal personnage public incarnant l'actionnariat du club pendant plusieurs mois, mais Jafar Hilali est en réalité le donneur d'ordre, ce qu'il reconnaît par la suite lui-même.
Au terme de la saison 2009-2010, le RCS est relégué en National pour la première fois de son histoire. Le nouvel actionnaire avait notamment provoqué des troubles avec l'entraîneur de l'équipe Pascal Janin en contactant Rolland Courbis pour lui demander de composer le onze de départ avant un match décisif à Châteauroux.
Pendant cette période, Jafar Hilali s'exprime sous pseudonyme sur un site de supporters du club,. Il y établit notamment un parallèle entre la gestion d'un club de football et la théorie du chaos.
Le 9 octobre 2010, à la suite d'un match contre Fréjus Saint-Raphaël au cours duquel des banderoles critiques à son endroit ont été déployées en sus de chants injurieux, il décide de fermer pour trois matches le quart de virage nord-ouest du stade de la Meinau, où se regroupent les supporters les plus démonstratifs. Il établit à cette occasion un parallèle entre la situation à Strasbourg et les événements dramatiques survenus autour du Parc des Princes alors qu'il n'y a eu aucun incident notable à Strasbourg depuis plusieurs années. Cette mesure est condamnée par la municipalité et les Dernières Nouvelles d'Alsace comparent même le propriétaire du Racing à Ubu roi. Une dizaine de jours plus tard, Jafar Hilali revient sur sa décision, celle-ci étant par ailleurs difficilement applicable sans action des pouvoirs publics.

#### Présidence du club
Le 10 novembre 2010, Jafar Hilali succède à Jean-Claude Plessis à la présidence du club. Plessis est à cette occasion le troisième président en moins d'un an à quitter son poste sur fond de désaccords avec les actionnaires, après Julien Fournier et Luc Dayan.
Le 8 décembre 2010, Hilali et Alain Fontenla sont déboutés en première instance par le Tribunal de grande instance de Paris à la suite de leur plainte contre Dominique Pignatelli pour "diffamation et injures publiques". Cette plainte concernait les propos tenus par cet actionnaire minoritaire du Racing dans le bihebdomadaire France Football daté du 29 mai 2010. Fontenla et Caroussel sont condamnés à payer 3000 € à Dominique Pignatelli.
Hilali défend un projet de nouveau stade près d'Eckbolsheim, dans le cadre de la relance de la candidature de Strasbourg pour l'Euro 2016. Ce projet est chiffré aux alentours de 85 millions d'euros, hors taxe et aménagements, financés majoritairement par des fonds publics. Le 6 janvier 2011, la municipalité refuse de financer ce projet alternatif. Selon l'adjoint aux finances Alain Fontanel, le dossier présenté par Jafar Hilali n'est alors constitué que de lettres de constructeurs de quelques pages s'engageant sur un prix sans prendre en compte l'ensemble des répercussions d'une telle construction, et ce alors que le dossier précédent porté par la municipalité faisait une centaine de pages.
Le 15 mai 2011, Hilali annonce vouloir organiser la dernière rencontre de la saison à la Meinau à huis clos, et assister lui-même au match en se posant en hélicoptère afin d'éviter la foule. Jafar Hilali invoque son incapacité à assurer la sécurité des spectateurs pour motiver sa décision, alors que le Racing, qui doit affronter Bayonne, peut alors encore espérer terminer sur le podium du championnat de National, synonyme de montée en Ligue 2.  La Mairie et la FFF expriment leur hostilité envers ce projet,. Une réunion est organisée le 19 mai 2011 à la préfecture de Strasbourg pour discuter du problème. À l'issue de celle-ci, Jafar Hilali renonce au huis clos et la billetterie peut rouvrir. La nouvelle est annoncée dans un communiqué provocateur sur le site web du club, illustré par la photo d'un hélicoptère de l'armée survolant le Stade de France. Le lendemain, près de 9 500 spectateurs assistent à la rencontre. Hilali est absent.
Le 26 mai 2011, Jafar Hilali annonce dans un communiqué publié sur le site officiel du RCS qu'il envisage de distribuer 200 000 € de primes aux joueurs de Rouen s'ils battent Guingamp lors de la dernière journée du National. Seule une victoire des Rouennais permettrait en effet aux Strasbourgeois de devancer les Guingampais et d'accéder à la L2. Le 27 mai 2011, la FFF rappelle que cette pratique est formellement interdite et somme Jafar Hilali de retirer le communiqué du site officiel. Elle saisit en outre le Conseil national de l’éthique. Ledit communiqué est retiré et Jafar Hilali annonce renoncer à cette entreprise. La rencontre Rouen-Guingamp se solde finalement par la victoire des Bretons 1-3. Guingamp reprend la 3e place du championnat et Strasbourg échoue dans sa quête de montée en Ligue 2.
À la suite de cet échec sportif, Jafar Hilali annonce qu'il abandonne le statut professionnel pour la saison suivante, ce qui, de par le règlement de la FFF, interdit au club de retrouver le professionnalisme avant deux saisons, et donc de remonter en Ligue 2 durant cette période. Le 9 juin 2011, le Racing passe devant la DNCG de la Ligue avec un budget réduit. La DNCG se déclare incompétente du fait de l'abandon du statut professionnel et transmet le dossier à la DNCG de la FFF. À la suite de la pression des pouvoirs publics, Jafar Hilali annonce qu'il change d'avis et demande finalement le statut professionnel.
Il déclare alors le club en vente, ou plus exactement la société Carousel Finance SA, qui détient les parts du club, mais pour lequel il n'existe aucun droit de préemption. Afin de faire monter les enchères, il n'hésite pas à envoyer un mail factice à l'un des repreneurs potentiels. Une offre de Sébastien Graeff est acceptée par Hilali. Mais à la suite de la confirmation de la relégation administrative du Racing en CFA par la DNCG, la vente est annulée le 10 juillet 2011.
Le 12 juillet 2011 Hilali vend le club pour la somme « symbolique » d'un euro à Thomas Fritz, un supporteur du Racing Club de Strasbourg qui dit vouloir appliquer au Racing Club de Strasbourg une politique inspirée des socios du FC Barcelone. Ce dernier se voit refuser le poste de président du Racing par le conseil de surveillance du club, qui réclame un administrateur provisoire.

#### Après la présidence
Le 7 février 2012, Jafar Hilali rencontre l'homme d'affaires alsacien Frédéric Sitterlé, qui s'est appliqué jusque là à être l'exact inverse de Hilali. Le 21 février 2012, un site internet affirme que Jafar Hilali serait prêt à racheter le FC Nantes Atlantique avec le concours d'investisseurs chinois, information rapidement démentie par Waldemar Kita.
Le 18 avril 2012, il se dit prêt à racheter le Racing Club de Strasbourg. Quand, le 21 avril 2012, on lui demande pourquoi est ce qu'il veut réinvestir dans le football, il répond « Ma force est de ne pas être issu de ce milieu. J’ai un recul sur l’organisation du football tout en ayant vécu une expérience unique, enrichissante et fascinante. »
Le 23 avril 2012, Jafar Hilali se rend à Mulhouse où il rencontre Alain Dreyfus et visite les infrastructures du FC Mulhouse, dont le stade de l'Ill. Jean-Jacques Memheld, le secrétaire général du FC Mulhouse, répond ensuite à la presse locale « Sa visite était strictement personnelle et n’avait absolument rien d’officielle » avant de compléter en disant « Il n’a pas mis un pied dans les bureaux du club. Que ce soit clair, le FCM ne l’intéresse pas du tout. »
En novembre 2014, poursuivi par certains anciens collaborateurs dont Christophe Cornélie, ancien Directeur général du club, Jafar Hilali est entendu par le tribunal de Genève. À cette occasion, l'ancien président révèle certaines pratiques floues de la gestion du club, comme le paiement de certains salaires depuis son compte bancaire personnel. 
En février 2015, l'hebdomadaire France Football réalise un dossier sur les « escrocs du foot » et classe Hilali en septième position dans son Top 10 des « repreneurs les plus bidons » de l'Histoire du football.